# 스즈키 고타
스즈키 고타(일본어: 鈴木 厚太, 1997년 5월 2일~)는 일본의 축구 선수이다.

## 구단 경력
그는 2020년 J3리그의 아술 클라로 누마즈에 입단했다. 2021년까지 4경기에 출전하여, 1득점을 넣었다. 2021년 8월 일본 지역 리그의 도쿄 23 FC로 이적했다.